# Pies de atril
«Pies de atril» es una canción compuesta e interpretada por el músico argentino Luis Alberto Spinetta, incluida en su álbum solista Pelusón of milk editado en 1991. La versión del álbum está interpretada exclusivamente por Spinetta. El tema solo fue editado el formato en CD del álbum, no encontrándose en los formatos LP y casete del mismo.

## Contexto
Spinetta venía de dos álbumes de estudio premiados como los mejores del año (Téster de violencia en 1988 y Don Lucero en 1989), un buen álbum en vivo (Exactas, 1990), un álbum recopilatorio (Piel de piel, 1990) y una clínica musical titulada El sonido primordial (1990) que fue editada como libro. Luego de semejante actividad, a la que se sumó haber recibido un shock eléctrico en un recital, Spinetta se apartó relativamente de los músicos de su banda y se refugió en el espacio privado de su familia.
En 1991 desapareció la Unión Soviética y el mundo comenzaba a transitar los primeros años de la década del '90, caracterizada por una mayor valoración social de lo privado -incluyendo el proceso de privatizaciones-, la riqueza y la fama, impulsada por un gran desarrollo de los medios de comunicación. "Aún quedan mil muros de Berlín" cantaría ese año en «Pies de atril».
Argentina por su parte dejaba atrás dos dramáticos brotes hiperinflacionarios en 1989 y 1990 que hundieron en la pobreza a la mayor parte de la población, a la vez que sucesivas leyes de impunidad dejaban en libertad a los criminales que habían cometido violaciones masivas de los derechos humanos en las décadas de 1970 y 1980.

## El álbum
Luego de un álbum "para pensar" como Téster de violencia y un álbum "para sentir" como Don Lucero, Spinetta tomó distancia de su banda y de las apariciones públicas, para concentrarse en su vida familiar, a la espera del bebé que gestaba su esposa. Pelusón of milk es resultado de esa introspección, que recuerda otros álbumes creados en circunstancias similares, como Artaud y Kamikaze.

Está más ligado a mi vida que era "esperándola a Vera", porque eso es Pelusón of milk. Esos temas fueron hechos en mi casa, con el embarazo de la mamá, esperando a la beba... Muchos temas de Pelusón of milk están hechos de mí para mí. Es el intento de armar un enorme patio interior.
Luis Alberto Spinetta

El álbum fue grabado entre junio y septiembre de 1991, en el estudio propio que Spinetta había instalado dos años antes en la calle Iberá.

## El tema
El tema es el décimo cuarto track del CD Pelusón of milk, un álbum introspectivo y centrado en lo familiar. Ese álbum fue editado en tres formatos (disco de vinilo, casete y CD), pero el tema solo fue editado en las ediciones del álbum en CD y casete.
Spinetta ha explicado que el título de la canción "son los pies de una partitura. El personaje es un alma de músico que da vueltas en los claustros de un gran palacio. Piensa en todos los muros y, a la vez, en la amplitud de ese espacio. En la soledad y la luz que entra desde arriba. Busca un hueco donde descansar":

Aún quedan mil muros Berlín,
descansa aquí entre mis brazos,
que la noche es tan azul y abismal.

Vive por mí,
que yo partiré alguna vez desde mis pies de atril
partiré desde mis pies de atril
partiré desde mis pies de atril.
"Pies de atril"

Hablando de "Pies de atril", Spinetta le confesó a Juan Carlos Diez que "muchos temas de Pelusón están hechos de mí para mí". "Es también un estado interior de cambios que se iban dando en mi... Es la reflexión de un ser en soledad".
La canción comienza con la palabra "Hirohito" pronunciada por Aníbal "La Vieja" Barrios, plomo, amigo y "maestro mayor de mates" de Spinetta durante más de 30 años:

Después se me ocurrió que podía ser la soledad de un personaje como Hirohito porque "La Vieja" grabó ese nombre y lo dejamos. Nos gustaba tanto como lo decía que a mi se me ocurrió inventar la circunstancia de que este emperador había dicho en algún momento de su vida todo eso, incluyendo el atril. Por eso le puse Hirohito y dos puntos, como si fuera un personaje que a partir de ese momento dice tal cosa.
Luis Alberto Spinetta